# Campylopterus
Gli Sciabolatori (Campylopterus Swainson, 1827) sono un genere di uccelli della famiglia Trochilidae.

## Tassonomia
Comprende le seguenti specie:
- Campylopterus curvipennis  —   (Pampa curvipennis) (Deppe, 1830) - sciabolatore cuneato
- Campylopterus pampa  —   (Pampa pampa) (Lesson, 1832) - sciabolatore pampa
- Campylopterus excellens  —   (Pampa excellens) (Wetmore, 1941) - sciabolatore codalunga
- Campylopterus largipennis (Boddaert, 1783) - sciabolatore pettogrigio
- Campylopterus calcirupicola Lopes, de Vasconcelos & Gonzaga, 2017 - sciabolatore pettogrigio
- Campylopterus rufus  —   (Pampa rufa) Lesson, 1840 - sciabolatore rossiccio
- Campylopterus hyperythrus Cabanis, 1849 - sciabolatore pettorossiccio, campilottero pettorossiccio
- Campylopterus hemileucurus (Deppe, 1830) - sciabolatore violetto, campilottero violetto
- Campylopterus ensipennis (Swainson, 1822) - sciabolatore codabianca, campilottero codabianca
- Campylopterus falcatus (Swainson, 1821) - sciabolatore lapislazzuli, campilottero lazulino
- Campylopterus phainopeplus Salvin & Godman, 1879 - sciabolatore di Santa Marta, campilottero di Santa Marta
- Campylopterus villaviscensio (Bourcier, 1851) - sciabolatore del napo, campilottero di Napo
- Campylopterus duidae Chapman, 1929 - sciabolatore pettocamoscio, campilottero pettofulvo